# 诺基亚N95
 Nokia N95 （N95-1，内部代号为RM-159）是诺基亚研發的旗艦級N系列，使用基于S60第三版 Feature Pack 1平台的Symbian OS v9.2 系統智能手機。手机为双向滑盖设计，可以用来使用媒体播放控制按钮或者数字键盘。它擁有近乎 PDA 的功能，如設有 GPS 系統、500万像素的卡尔·蔡司高質素相機镜头、支援多種音樂格式的音樂播放器及有无线局域网功能，集商務及娛樂功能。於香港首次發售定價為港幣 6980 元。还有三款更新的N95版本发布，分别是：升级版的N95 8GB（N95-2），添加了对北美地区的3G支援的N95-3以及专为北美市场设计N95-2版本 N95-4。

## 历史
N95公布于2006年9月，并于2007年3月底正式发布。
诺基亚十分重视这款手机，在网页介绍中tagline标记为“这就是将来的电脑”和另一句相类似的话语“这就是将来的相机”。在N系列手机网站和电视广告中还出现了同一句口号“我口袋中有个东西”。
2007年3月22日，诺基亚宣布N95开始在欧洲核心，亚洲以及中东市场发售。 
2007年4月7日，N95开始在诺基亚纽约和芝加哥的旗舰店和诺基亚N系列网站发售，登陆美国市场。没有美国的通讯运营商期待合作提供这款手机。
2007年8月29日，两款N95的升级版本在伦敦的新闻发布会上宣布；首先是N95-3，为北美市场针对性设计（因此叫做N95 NAM，即"North American Model 北美市场型号"），以AT&T移动网络的W-CDMA850/1900 MHz（3G/UMTS, 3.5G/HSDPA）频段取代了原先欧洲和亚洲所使用的2100 MHz频段；然后是N95 8GB，作为原先欧洲/亚洲市场上N95的升级替换，拥有8GB的板载闪存，略微增大的显示屏（从2.6英寸增加到2.8英寸），前面板从银色变为黑色。并且这两个新版本有一些共同的改动，包括一处摄像头的滑盖保护板，延长的电池使用时间，双倍的内存，由64MB升级至128MB。美国版本首先于2007年9月26日在诺基亚位于纽约和芝加哥的旗舰店发售，此时并没有任何运营商的商标和折扣；这款手机是否最后将由AT&T移动运营此时还不明确，是否将有针对美国T-Mobile的1700/2100 MHz W-CDMA频段的版本出现也无从知晓。
之后，到了2008年1月7日，诺基亚宣布了N95-4，作为N95-3的8GB版本的相应存在。这个版本的手机于1月30日通过了FCC认证，并且将于2008年2月的某个时间开始发售。
诺基亚N95手机在英国与Orange UK和沃达丰合作，同时通过刷入运营商自己的固件版本而不是诺基亚的通用软件体系，关闭了电话的VoIP功能。沃达丰对此的解释是“并不认为这是一项成熟的技术”。 O2, T-Mobile和3允许VoIP的使用，但是会对由此产生的数据流量收取昂贵的数据通讯费用。

## 功能特点

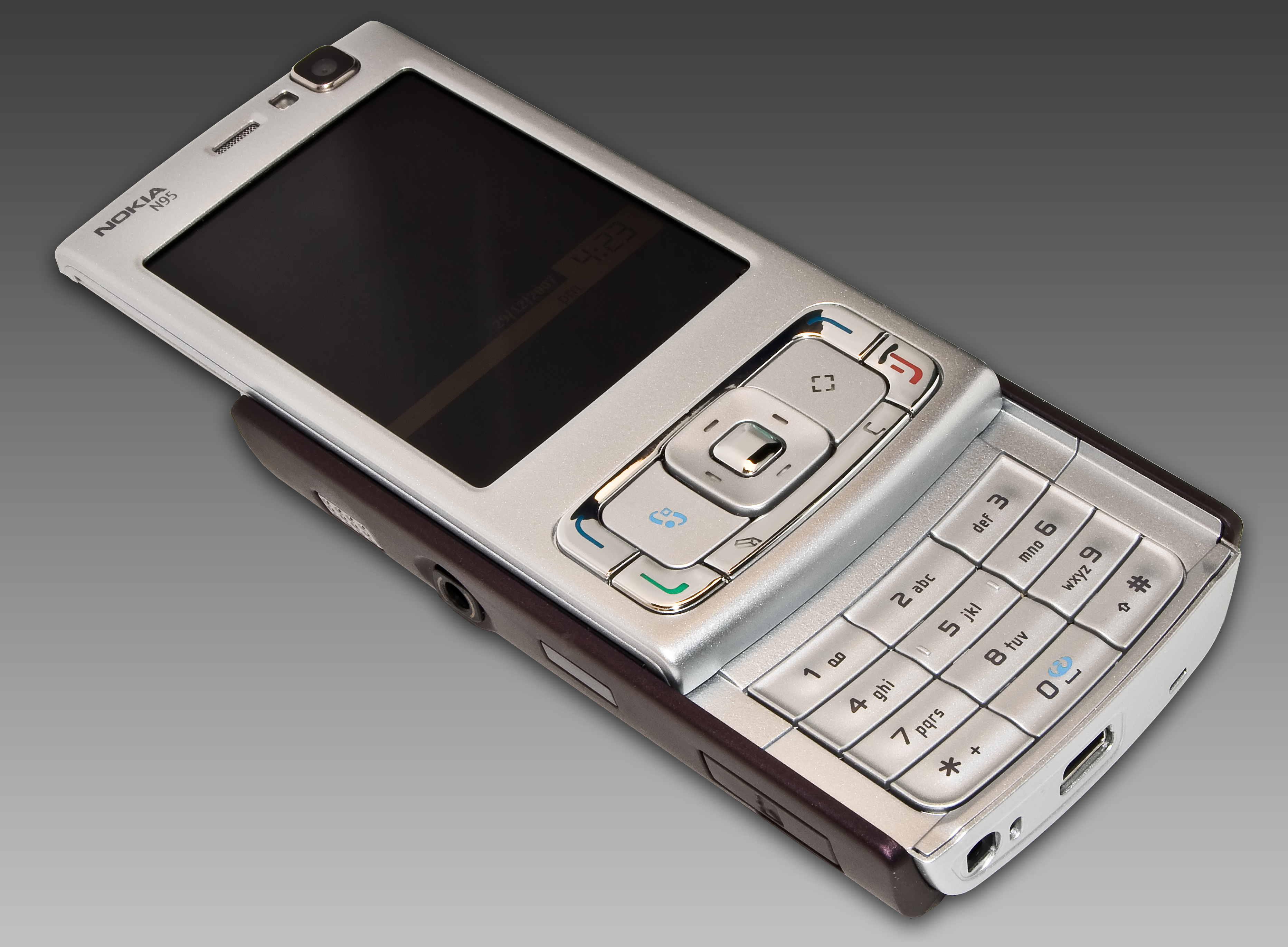
诺基亚 N95滑开后

## N95 8GB
N95 8GB为N95的新版本，于2007年8月29日公布，并与同年10月15日起发货。
相比较前一版本的改动包括：
- 8GB内置闪存
- 屏幕更大 (由2.6"升至2.8"), 但像素相同(320x240), 所以分辨率更低(142dpi相比较前者153dpi), 屏幕下的按键也变小了。
- 取消了MicroSD外置储存卡插口
- 内存由64MB升级至128MB
- 电池容量由950毫安时升级至1200毫安时
- 移除摄像头的滑盖保护板，以便有更多的空间容纳大容量电池
- 改进多媒体按键

## 外部連結
- 諾基亞N95官方網站